# Zealoctenus cardronaensis
Genre
Espèce
Zealoctenus cardronaensis, unique représentant du genre Zealoctenus, est une espèce d'araignées aranéomorphes de la famille des Miturgidae.

## Distribution
Cette espèce est endémique de Nouvelle-Zélande.

## Étymologie
Son nom d'espèce, composé de cardrona et du suffixe latin -ensis, « qui vit dans, qui habite », lui a été donné en référence au lieu de sa découverte, Cardrona.

## Publication originale
- Forster & Wilton, 1973 : The spiders of New Zealand. Part IV. Otago Museum Bulletin, vol. 4, p. 1-309.